# Hanfu

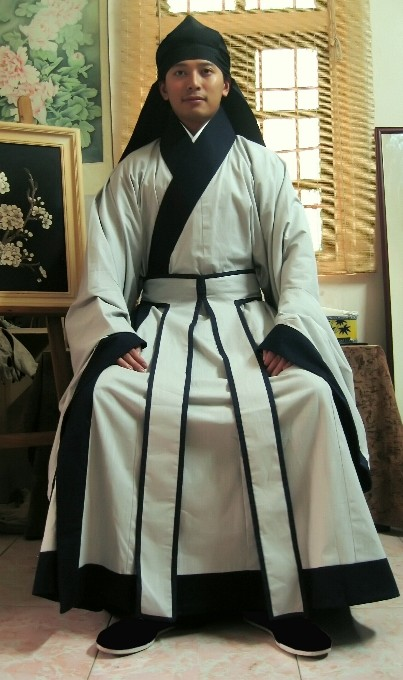
Hanfu

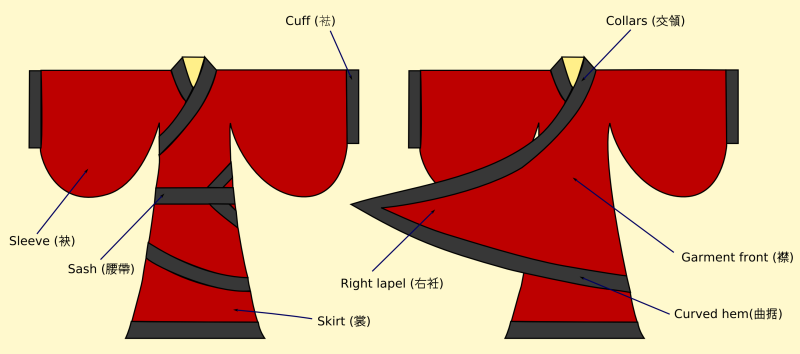

Hanfu (en chino tradicional, 漢服; en chino simplificado, 汉服; pinyin, hànfú; Wade-Giles, han4-fu2; jyutping, honfuk; bopomofo, ㄏㄢˋ ㄈㄨˊ; Min Nan: hànho̍k o hanhok) es la ropa tradicional usada por la etnia han de China (que ha sido la mayoría de la población durante toda la historia de China), hasta la Dinastía Qing. El hanfu influyó en la ropa tradicional de otros países, como en el kimono en Japón, el áo tứ thân en Vietnam o el Hanbok (o joseon-ot) en Corea. A partir del año 2000 el hanfu está viviendo un proceso de recuperación del estatus como el vestido tradicional representativo chino a través del llamado movimiento hanfu.

## Historia

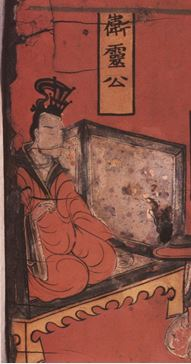
Duque Ling de Wey (衞靈公, c. 534 — 492 a. C.), en esta pintura posterior viste ropa del estilo de la dinastía Wei del Norte (386-535 d. C.)

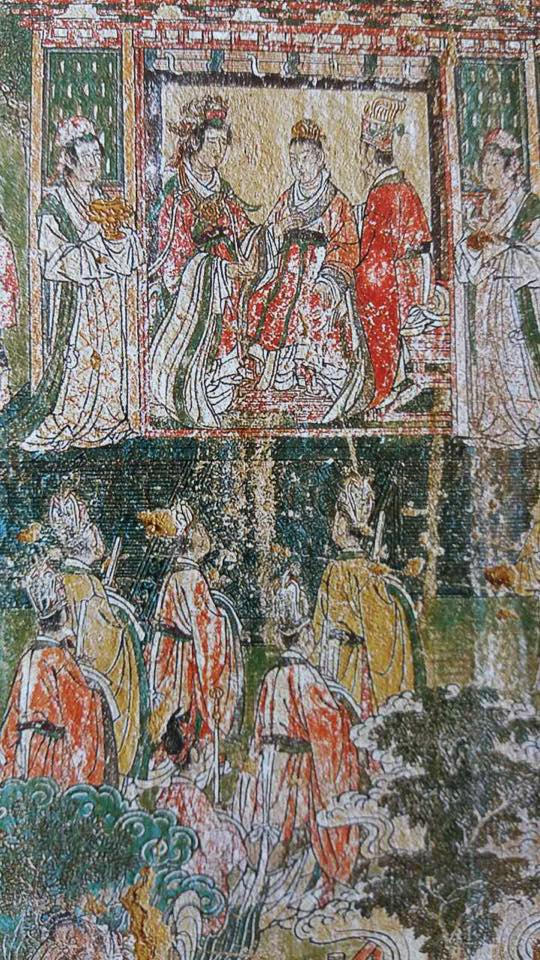
Emperador y emperatriz, fresco del Templo de la Iluminación, dinastía Sung.

El hanfu existe desde hace más de 3000 años, e incluso se dice que fue la prenda vestida por el legendario Emperador Amarillo. Desde el mismo momento de su creación, el hanfu (especialmente entre las élites sociales) estuvo relacionado con la seda, material descubierto según las leyendas por la consorte del Emperador Amarillo, Leizu. La dinastía Shang (aprox. 1600 a. C. - 1000 a. C.), desarrolló las primeras versiones del hanfu; consistía en un yi, una túnica de corte estrecho que llegaba a la altura de la rodilla, junto con una chang, falda estrecha que llegaba a los tobillos. Se teñían con colores primarios intensos o tonos verdes, debido a las limitaciones técnicas del momento.
¿Cómo desapareció el hanfu de China? Cuando los manchúes invadieron China y fundaron la última dinastía imperial, la Qing, (1644).
Los manchúes, una nación bárbara y nómada del norte de China, al invadir a los chinos se encontraron una cultura y una civilización mucho más desarrollada que la de ellos. Eso les provocó un sensación de inferioridad pero, como ya eran dueños de esa tierra, decidieron eliminar esa inferioridad. Para ello, los manchúes promulgaron unas políticas destinadas a disminuir la superioridad de los chinos. La política más destructiva fue el Tifayifu, el cual significa “Política de cambio de corte de pelo y del vestuario”. Con esta política, los manchúes no sólo querían disminuir la superioridad de los chinos sino también destruir la cultura china, obligando a los chinos a aplicar las costumbres manchurianas.
Si vemos las representaciones gráficas chinas durante la dinastía Qing, de pronto encontramos que la mayoría de los varones tiene la parte frontal de la cabeza afeitada, con excepción de la parte de atrás, en la cual lucen melena recogida en una larga trenza. Fueron los manchúes quienes obligaron a los chinos a adoptar este corte de pelo, siguiendo la moda imperante en Manchuria, prohibiendo además a los chinos el llevar su vestuario nacional (hanfu), el cual había sido, con leves variantes, el vestuario de los chinos durante toda la historia de la Antigua China.
Además de la Dinastía Qing, el período de la Gran Revolución Cultural Proletaria a mediados del siglo XX fue otra época de infortunio para la cultura tradicional. Todas las cosas tradicionales y culturales, incluyendo los vestidos históricos y tradicionales, las religiones, arte tradicional, los comportamientos tradicionales (ceremonias, ritos...) etcétera, fueron prohibidas y eliminadas.
Desde inicios del siglo XXI debido al resurgir del nacionalismo, muchos chinos sienten como una vergüenza el antiguo vestuario manchú. Es por ello que se ha iniciado un gran movimiento del hanfu o renacimiento del hanfu y de la cultura tradicional china, con el fin de recuperar el hanfu como el vestido representativo chino.

## Estilos específicos
La dinastía Tʻang (618-907) es considerada la edad de oro por la historia china, cuando las artes, las ciencias y la economía prosperaban y llegaron a su cenit, legando muchos modelos a los siglos posteriores. El vestido femenino y adornos personales en particular, reflejaban las nuevas visiones de esta época. El vestido femenino tendría varios estilos a lo largo de la dinastía Tʻang.

### Principios de la dinastía Tʻang (sigloVII)
A principios de la dinastía Tʻang, las mujeres preferían ser más delgadas, siguiendo el modelo estilizado de la dinastía Han (206 a. C.-220 d. C.).

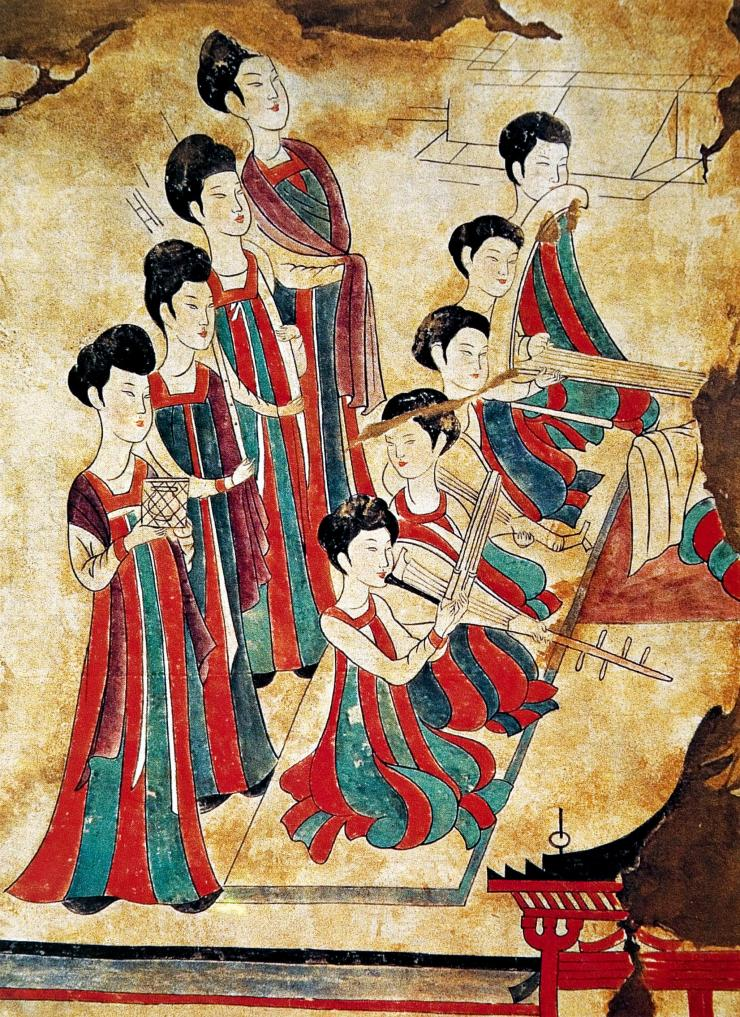
Una escena de música y baile, fresco de la tumba de Li Shou (577-630)
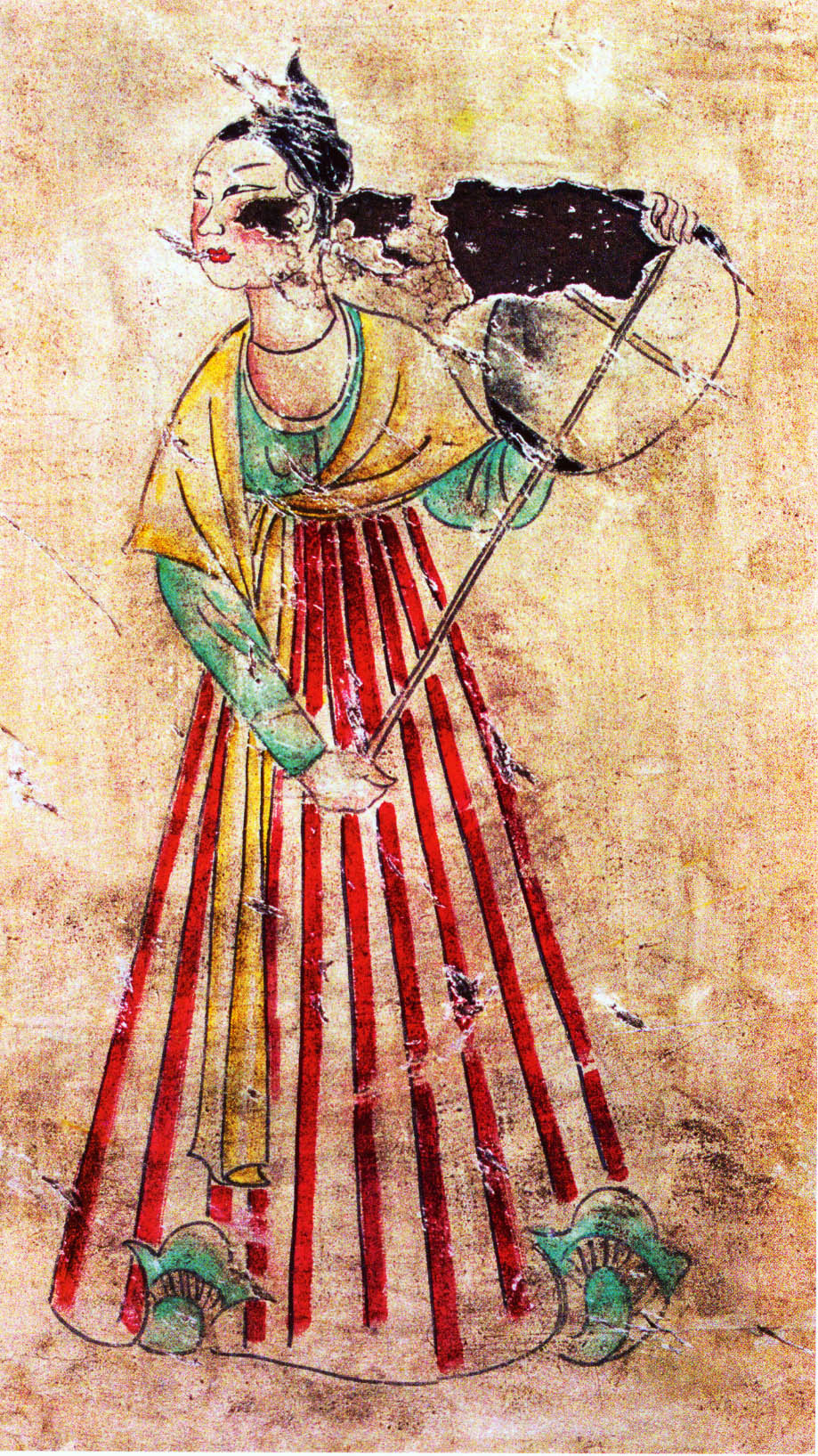
Una chica joven, fresco de la tumba del general An Yüen-shou (607-683), originalmente en Bujará.
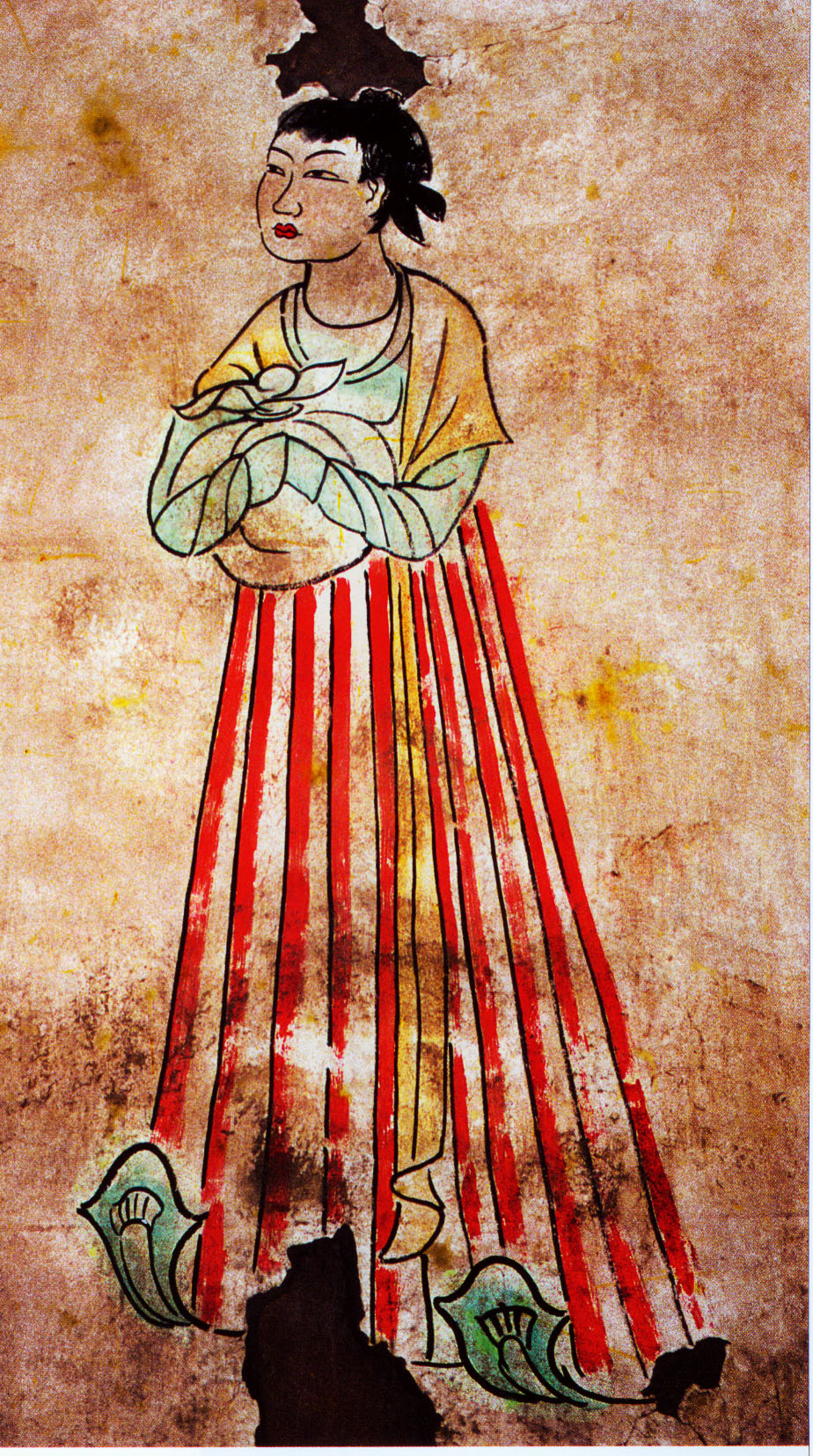
Fresco con una chica joven, principios de la dinastía T'ang.
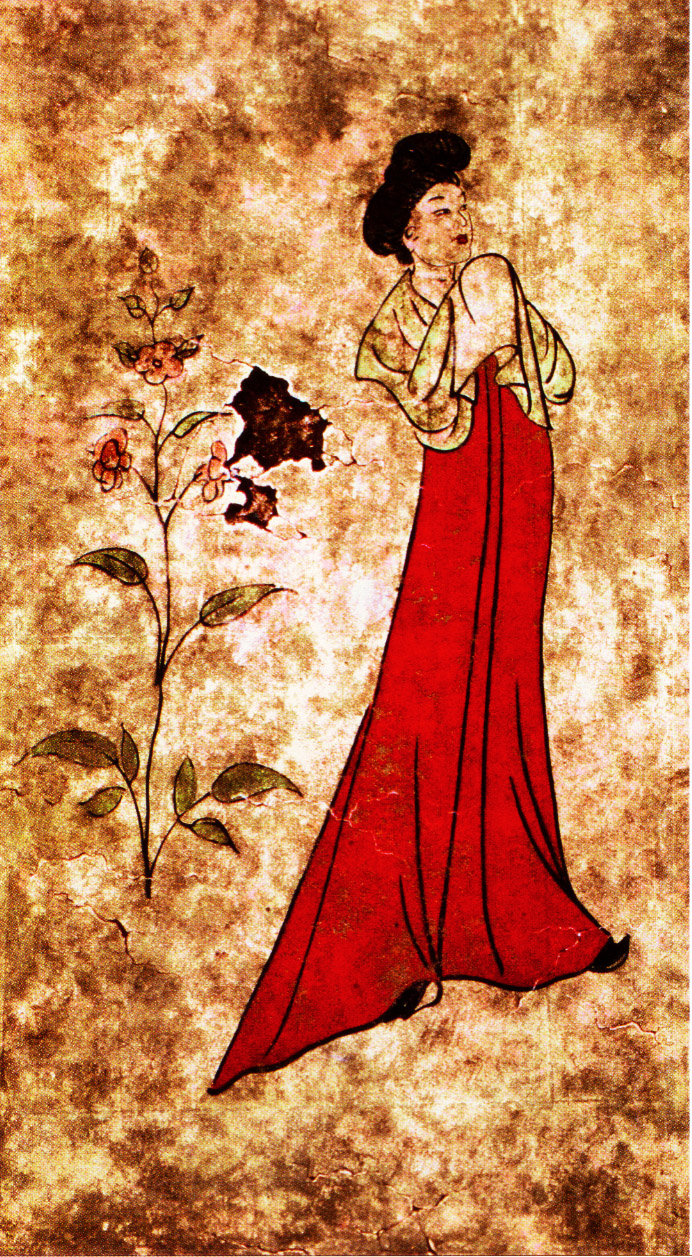
Fresco con una mujer vistiendo una falda del color de la granada.
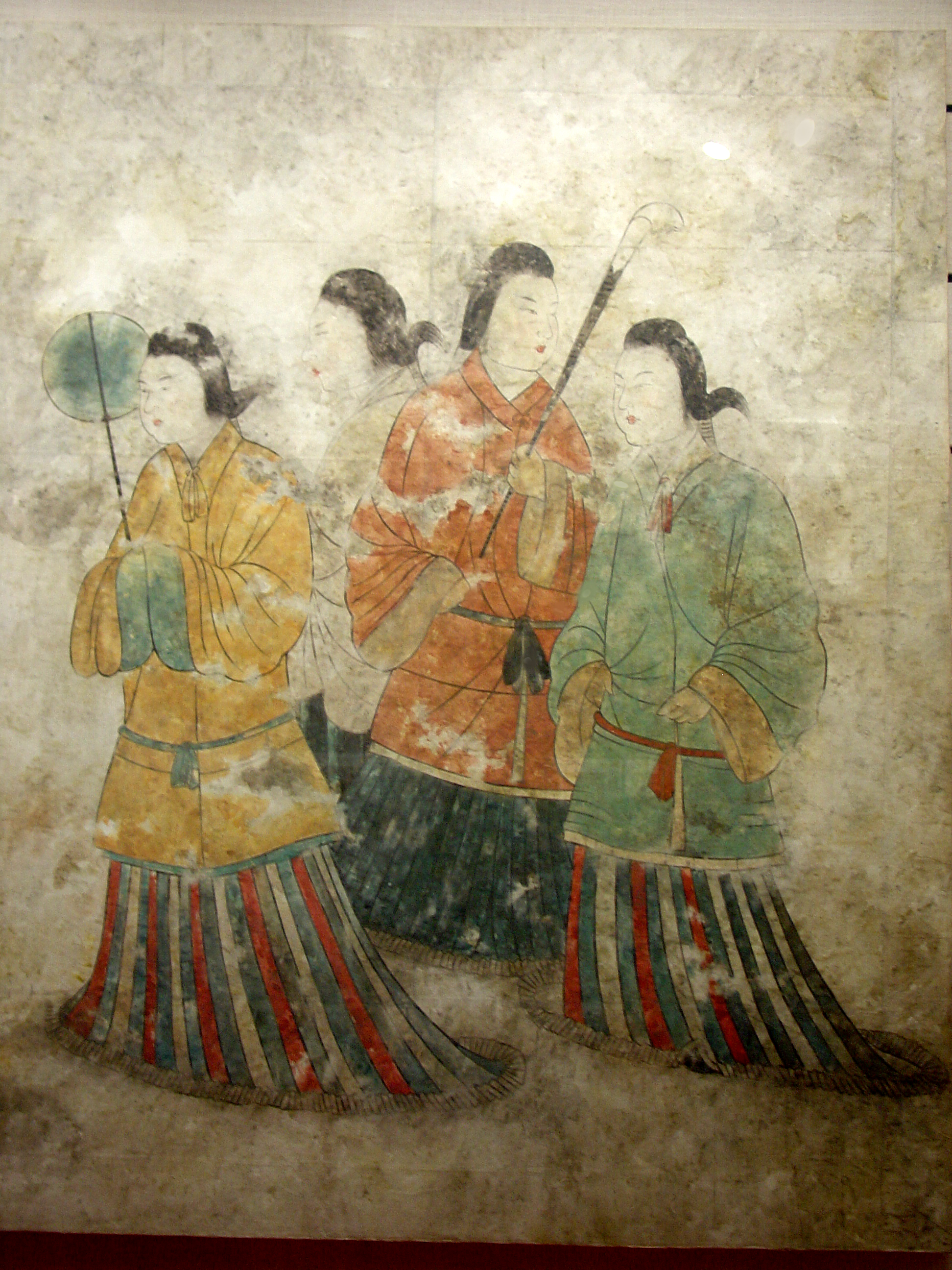
Un grupo de criadas de palacio, con faldas largas hasta el suelo y abrigo de manga larga, Museo de Historia de Shensí
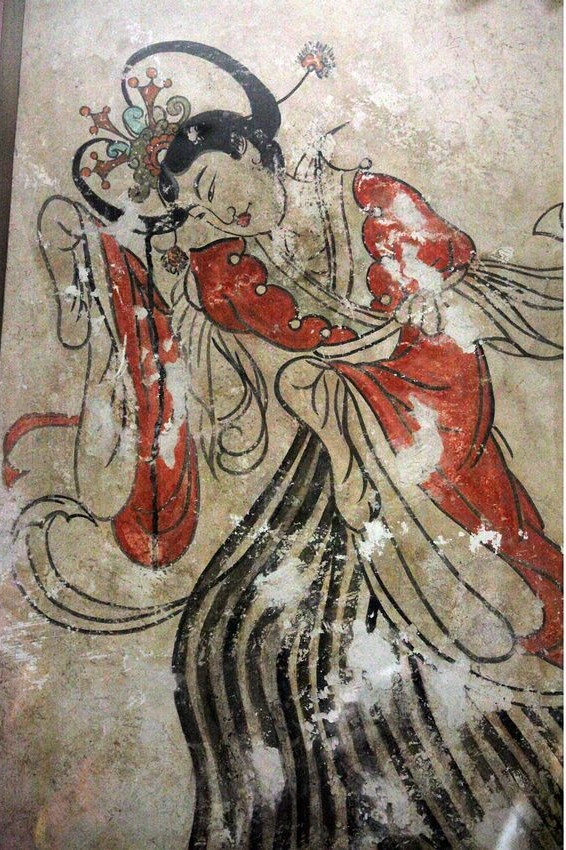
Fresco con una bailarina, en la tumba de la consorte Yen-tê (燕德妃, 609-671), una concubina imperial de Li Shih-min, emperador T'ai-tsung de la dinastía T'ang

### Alta dinastía Tʻang (sigloVIII)
La tendencia cambió a mediados de este período, las damas se maquillaban más vistosamente y un cuerpo más lleno con una cara gordita ganaba ahora el favor general. Ejemplos proviene del cementerio de Astana que representan a mujeres de la etnia han en las Regiones Occidentales:

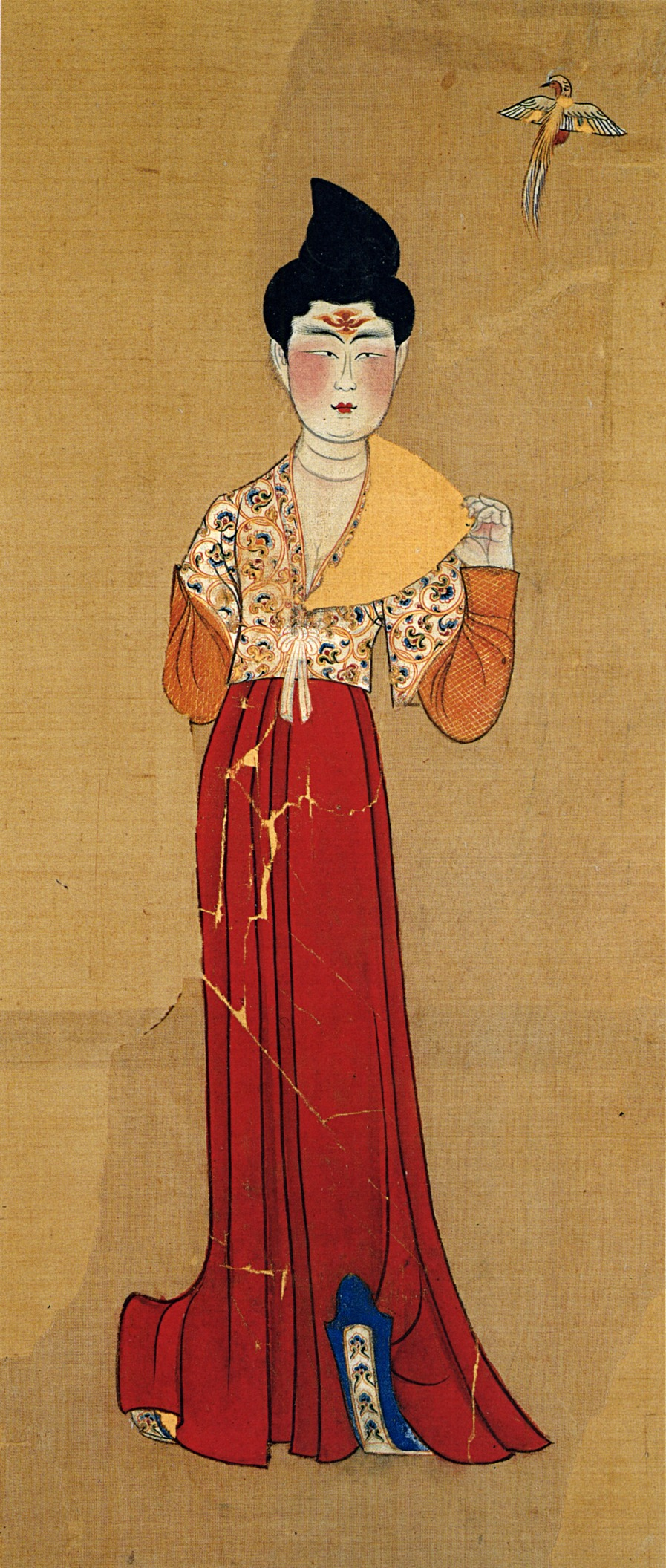
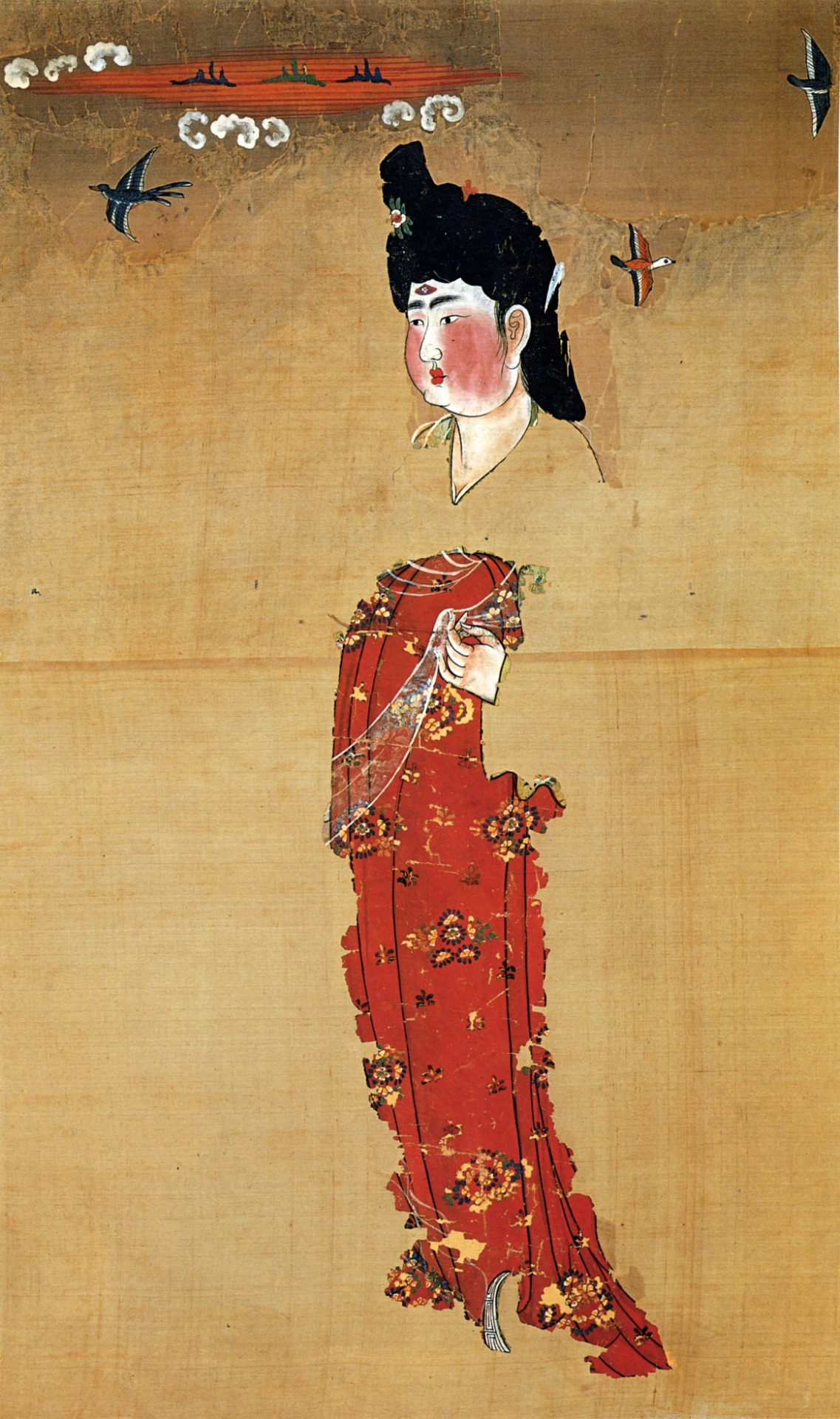
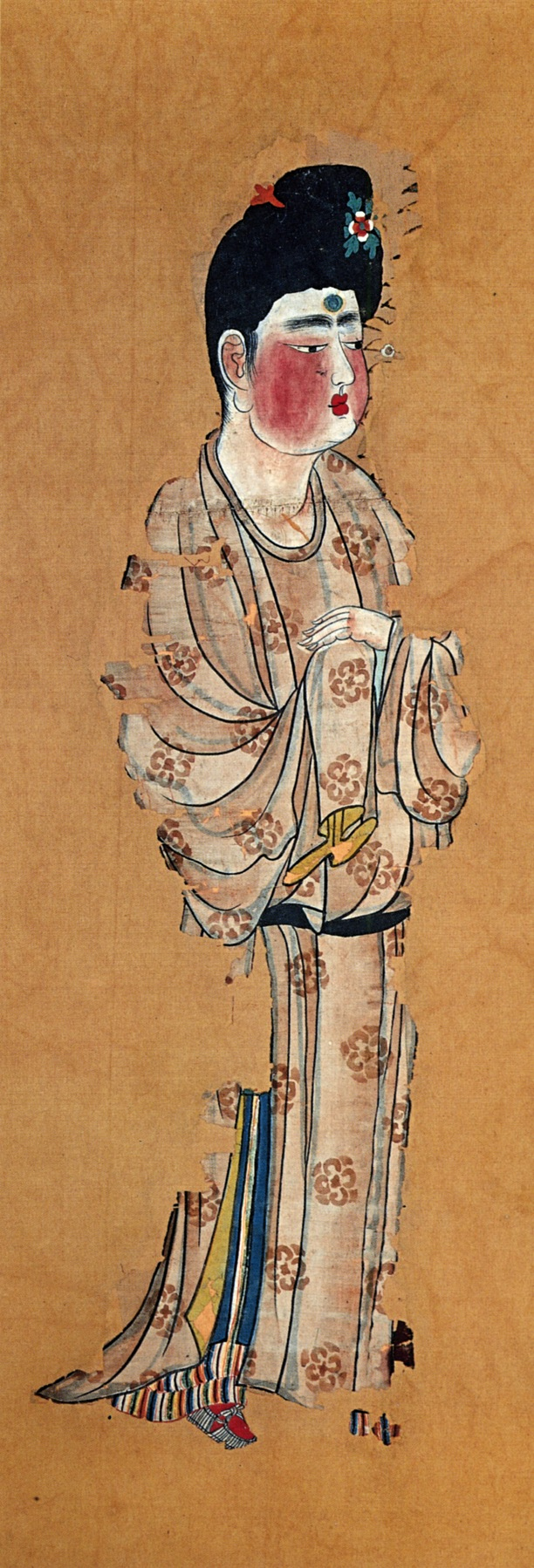
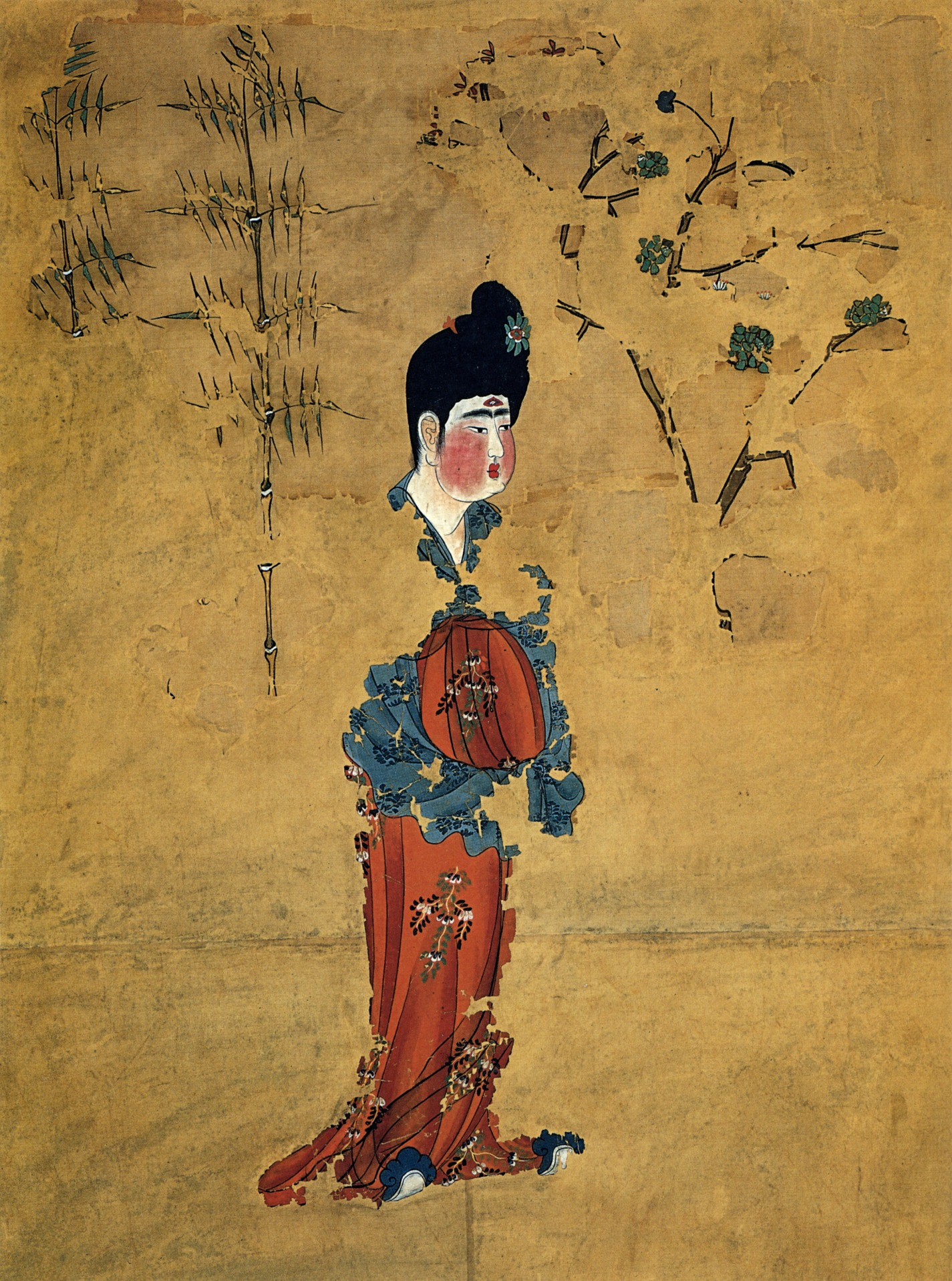
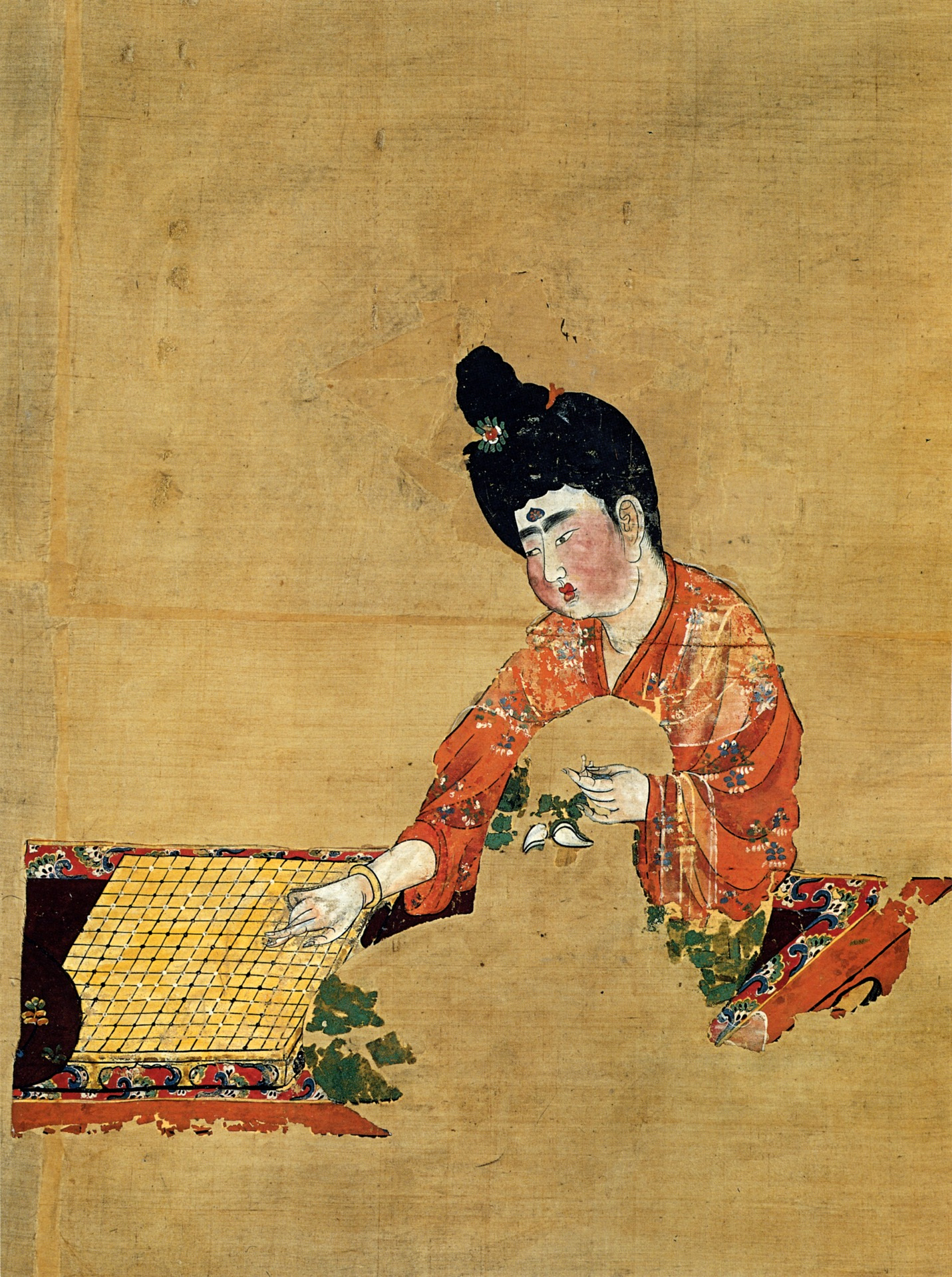

### Finales de la dinastía Tʻang (sigloIX-sigloX)
A finales de la dinastía Tʻang, el vestido femenino adoptó un peinado más ornamentado y vestido más liviano. Este estilo continuará en vigor como traje de la corte del período de las Cinco Dinastías y los Diez Reinos (907-960), que es la siguiente época después de la caída del imperio Tang.

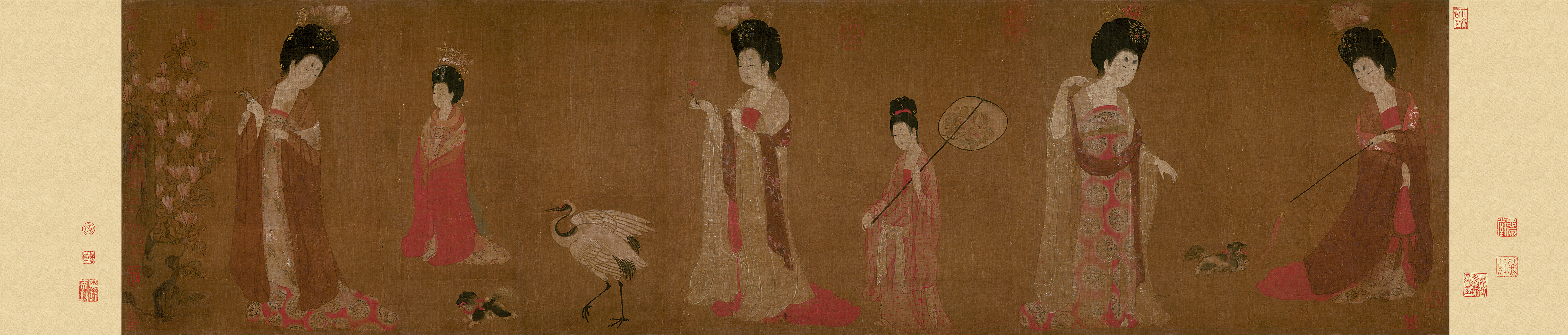

## Galería

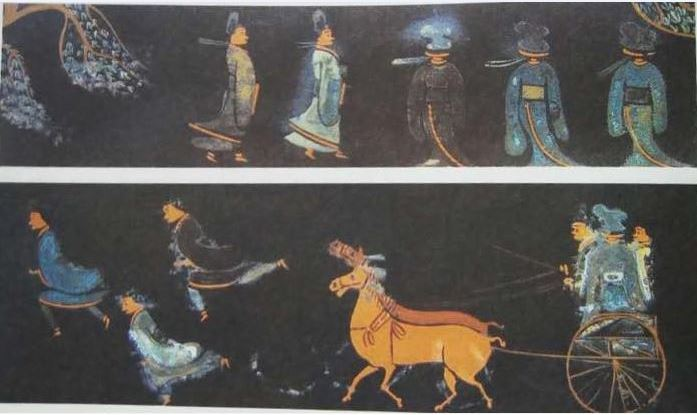
Pintura de laca del Estado Ch'u (704–223 a. C.).
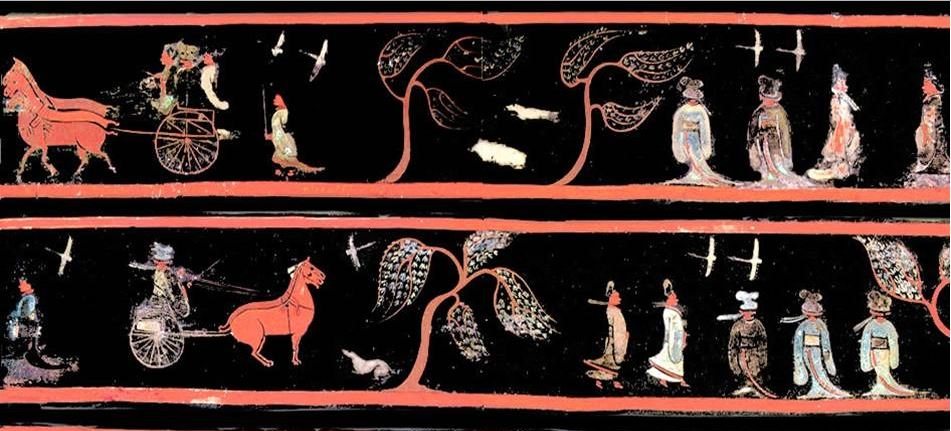
Pintura de laca del Estado Ch'u, describe la preparación del matrimonio real.
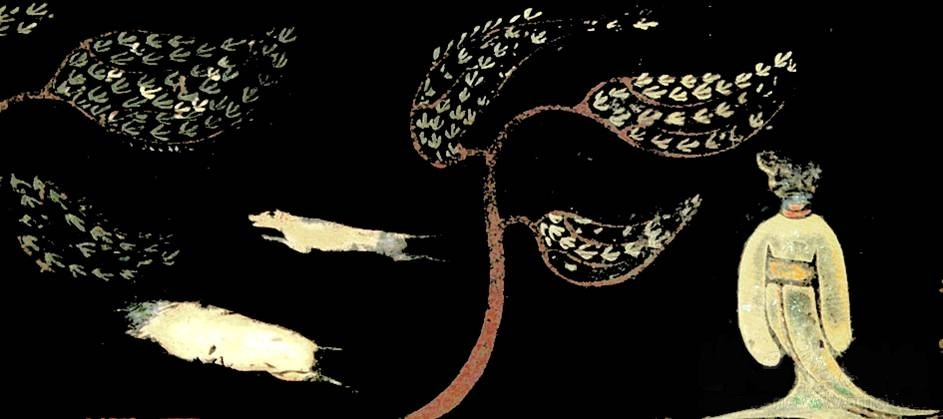
Detalle de una pintura de laca del Estado Ch'u (704–223 a. C.)
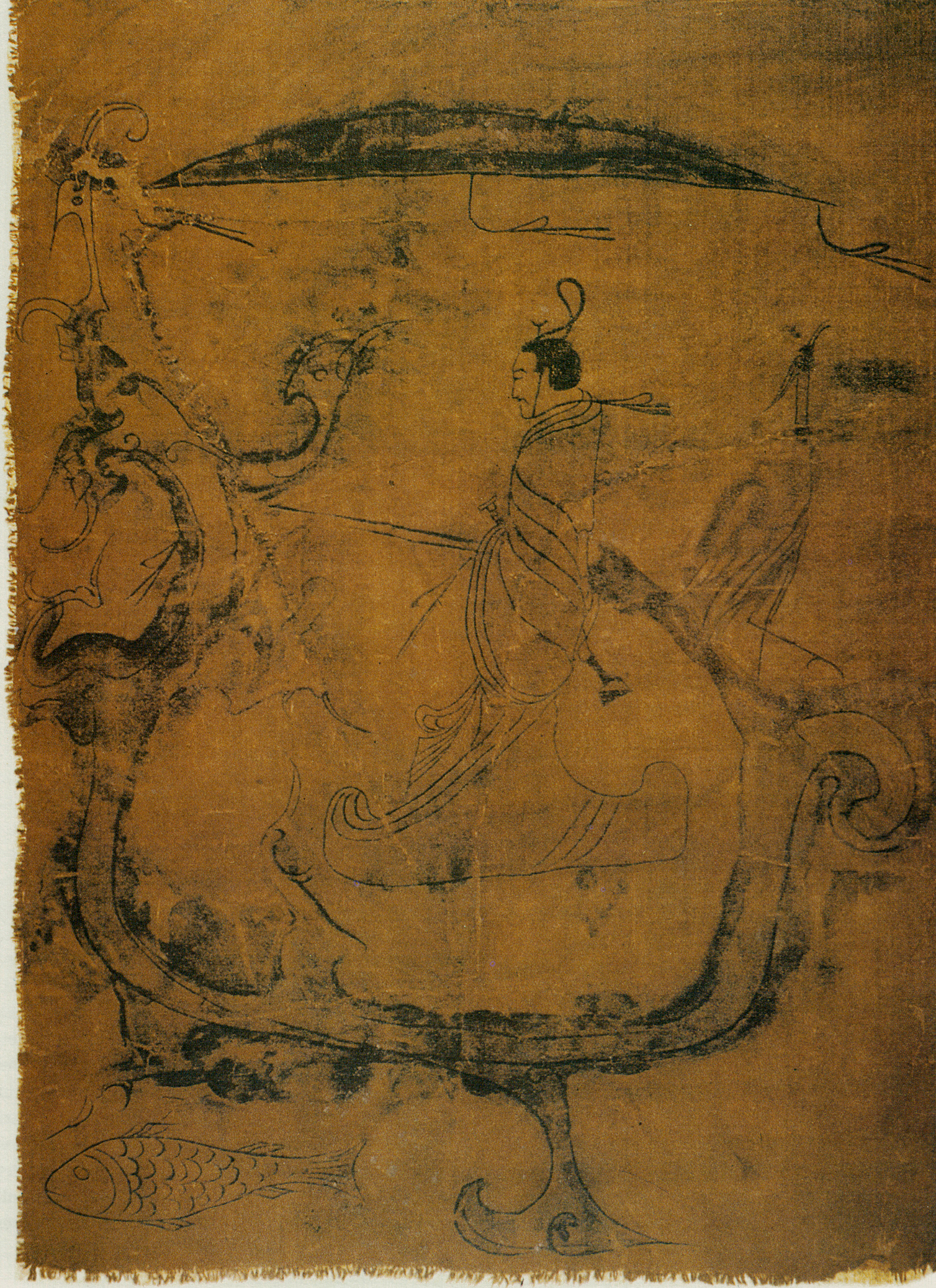
Un hombre (un mago) del período de los Reinos Combatientes (siglo V a. C. - 221 a. C.).
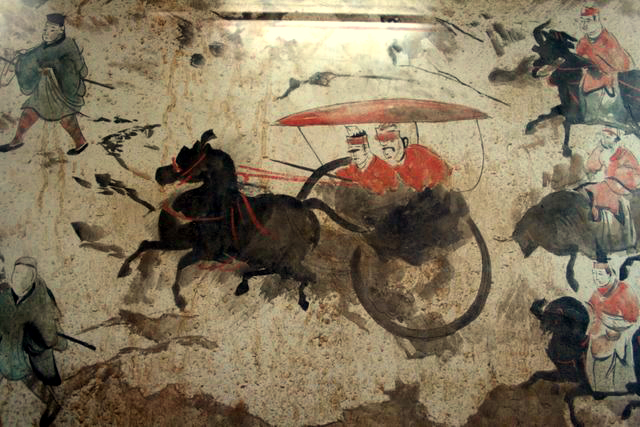
Hombres de la dinastía Han (206 a. C. - 220 d. C.).
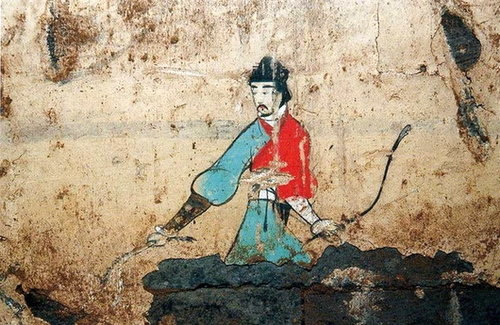
Un hombre viste el traje de caza azul de la dinastía Han (206 a. C. - 220 d. C.).
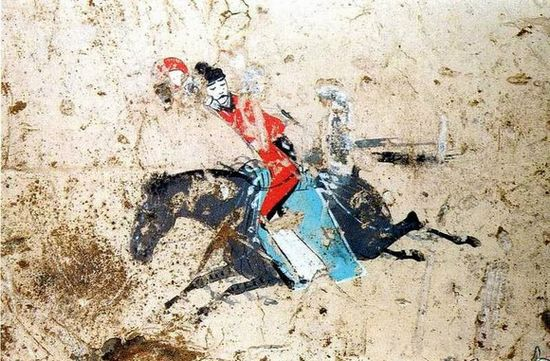
Fresco de un jinete vistiendo el traje de caza rojo de la dinastía Han (206 a. C. - 220 d. C.).
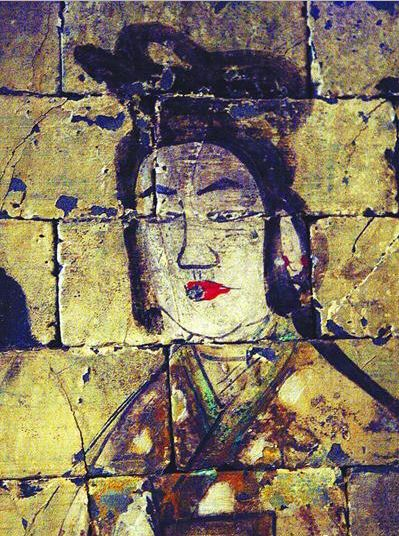
Una mujer de la dinastía Han Occidental (206 a. C. - 8 d. C.).
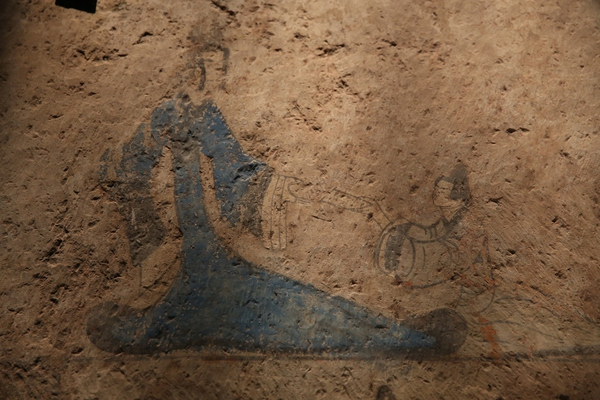
Hsi-wang-mu viste Shên-i, un tipo de hanfu de moda durante la dinastía Han (206 a. C. - 220 d. C.).
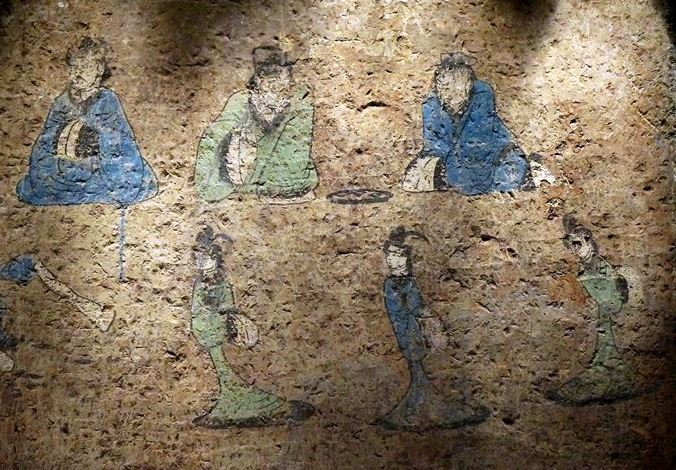
Hombres y mujeres de la dinastía Han (206 a. C. - 220 d. C.).
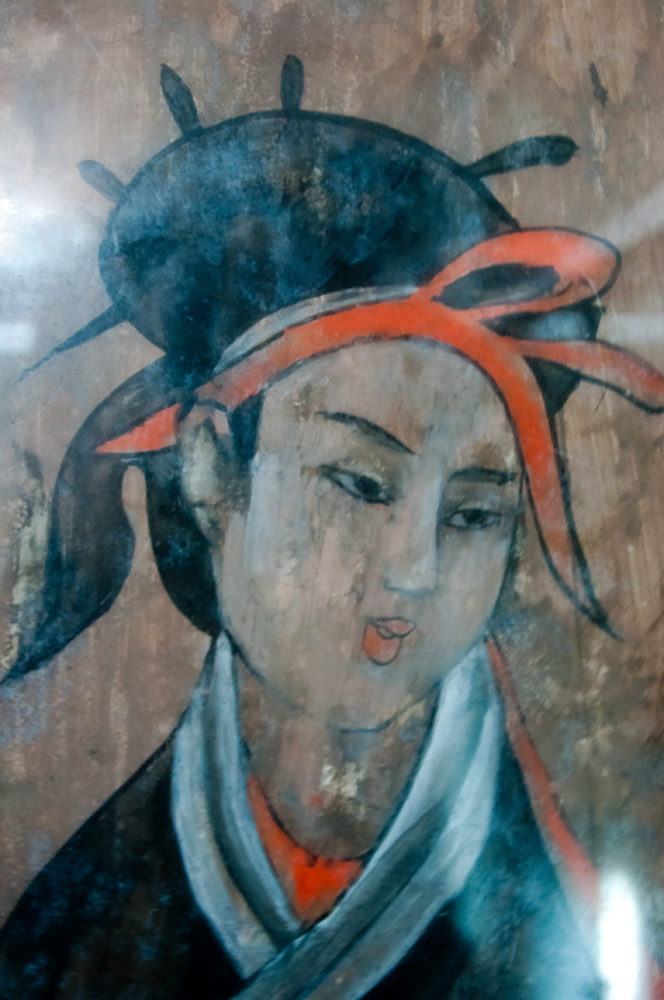
Una mujer de la dinastía Han Oriental (25-220).
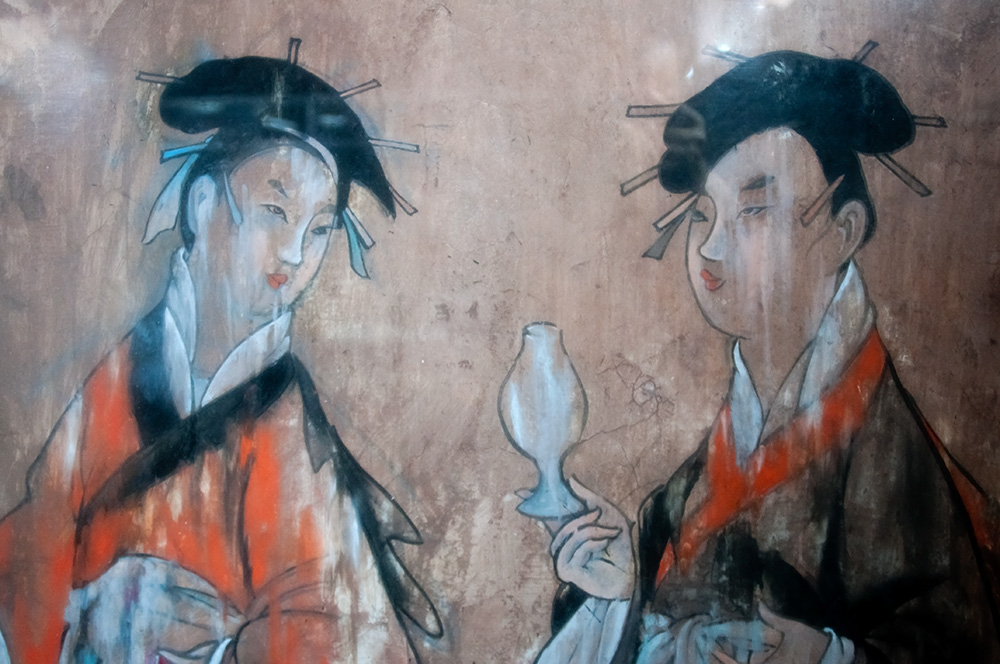
Dos mujeres de la dinastía Han Oriental (25-220).
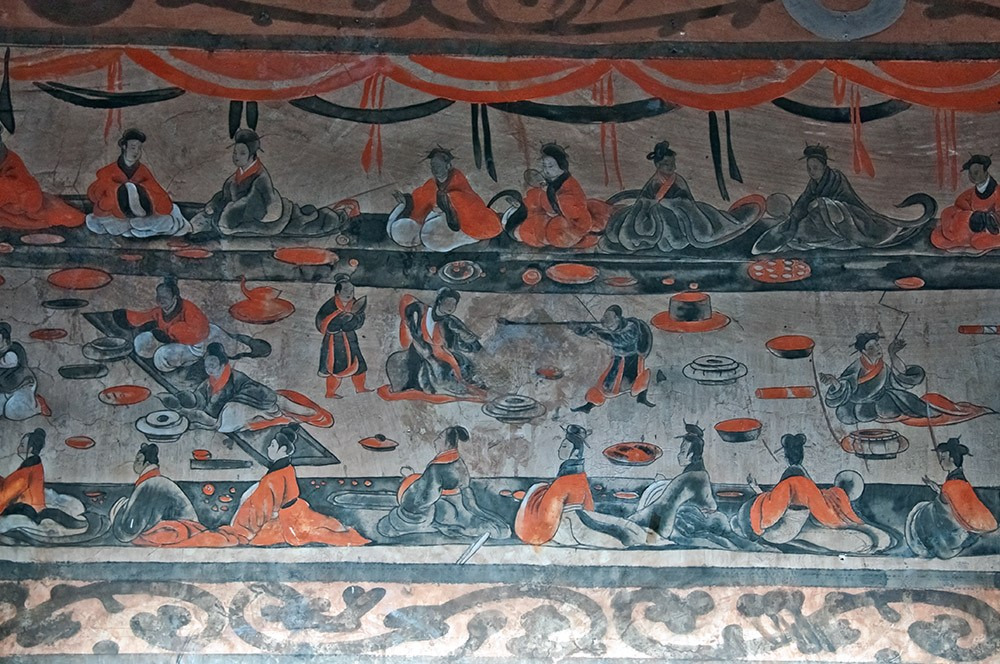
Fresco de una tumba mostrando una escena de banquete de la dinastía Han Oriental (25-220).
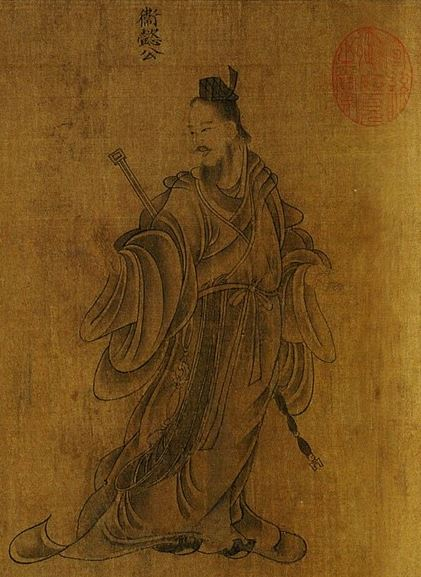
Figura masculina vistiendo la ropa al estilo de la dinastía Chin (265-420).
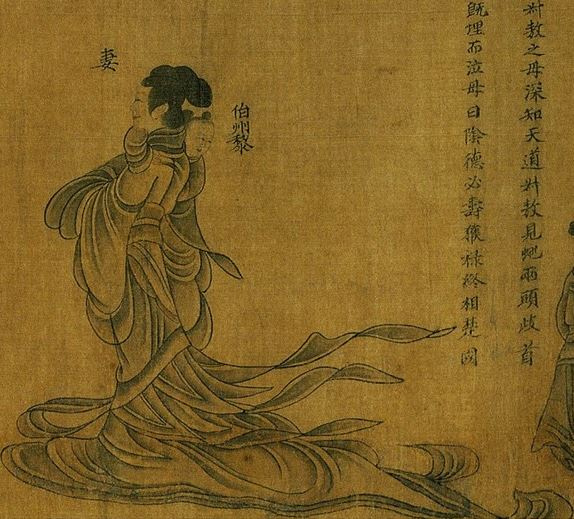
Una dama viste de la ropa de tsa-chü chui-shao, dinastía Chin (265-420).
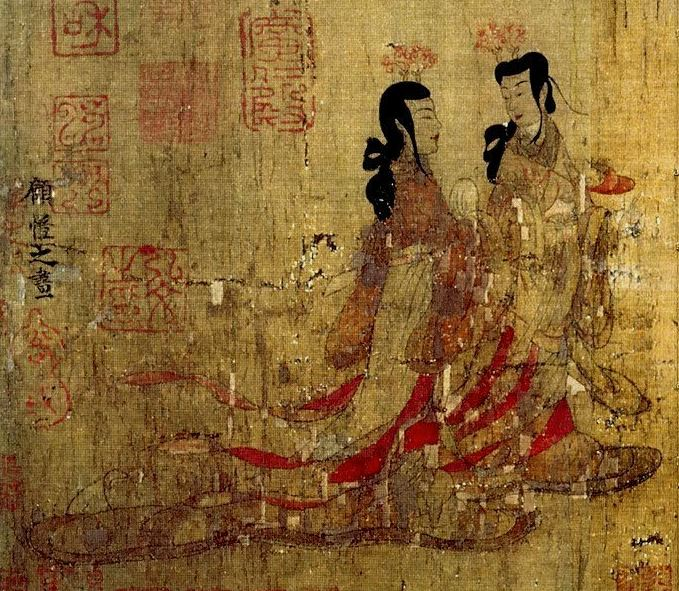
Damas vistiendo la ropa de tsa-chü chui-shao, dinastía Chin (265-420).
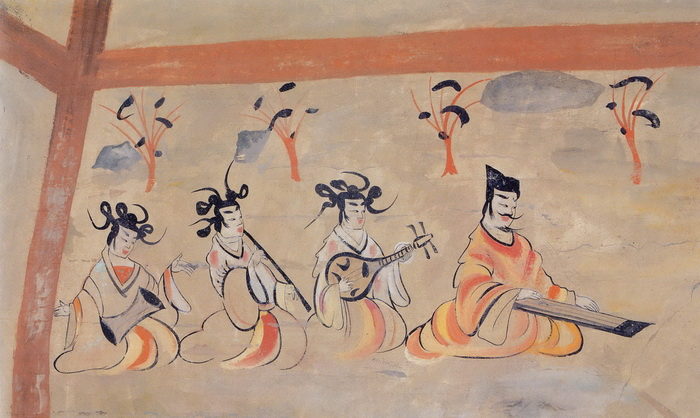
"Carpe diem": La vida despreocupada, período de los Cinco Grupos Nómadas y los Dieciséis Reinos (304-439).
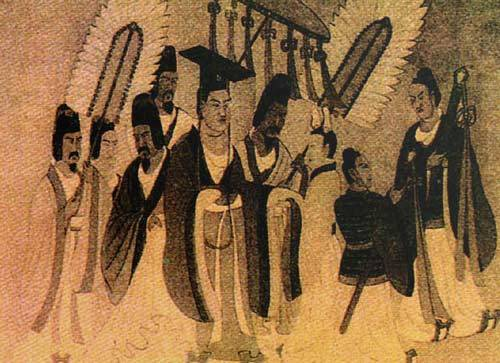
Emperador Hsiao-wên (467-499).
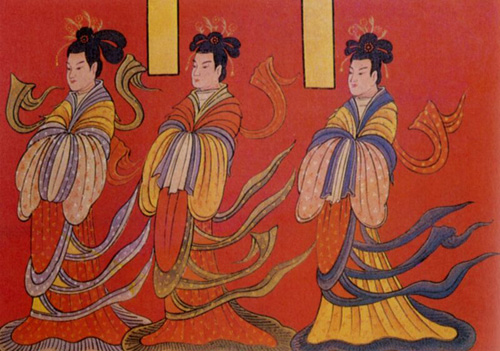
Figuras femeninas llevando el peinado de cruz con tocado dorado y vistiendo la ropa de tsa-chü chui-shao, dinastía Wei del Norte (386-535).
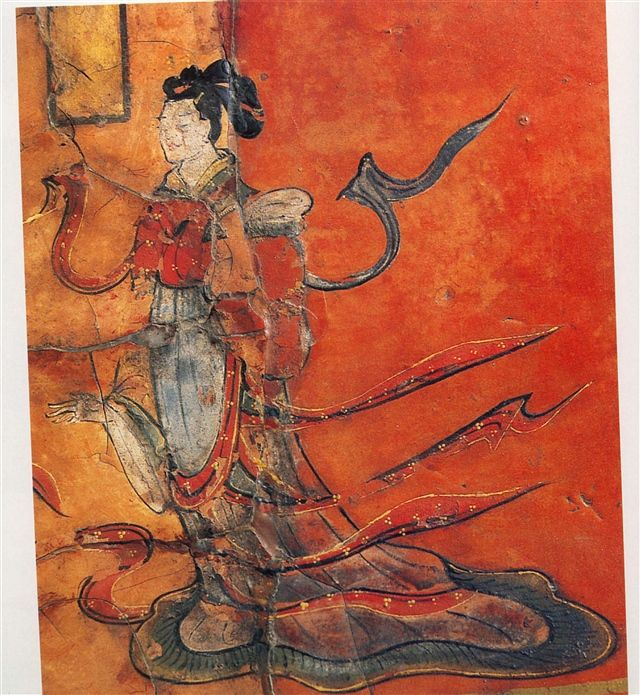
Figura femenina vistiendo la ropa de tsa-chü chui-shao, de una pintura de laca sobre madera, siglo V.
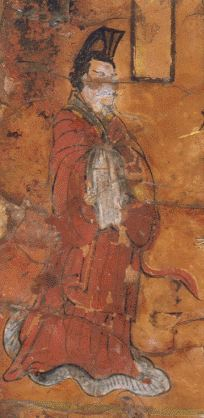
Figura masculina vistiendo la túnica Han-fu, pintura de laca, siglo V.
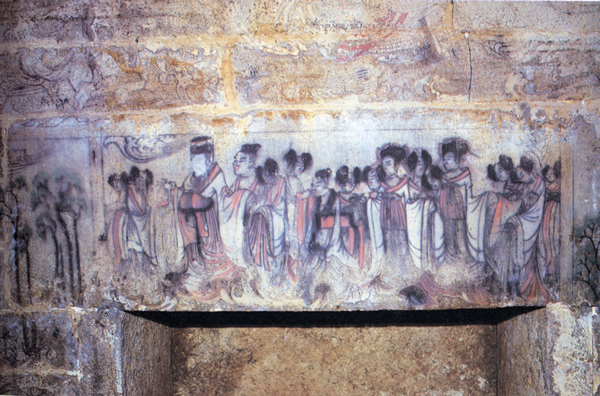
Hombres y mujeres de la dinastía Ch'i del Norte (550-577).
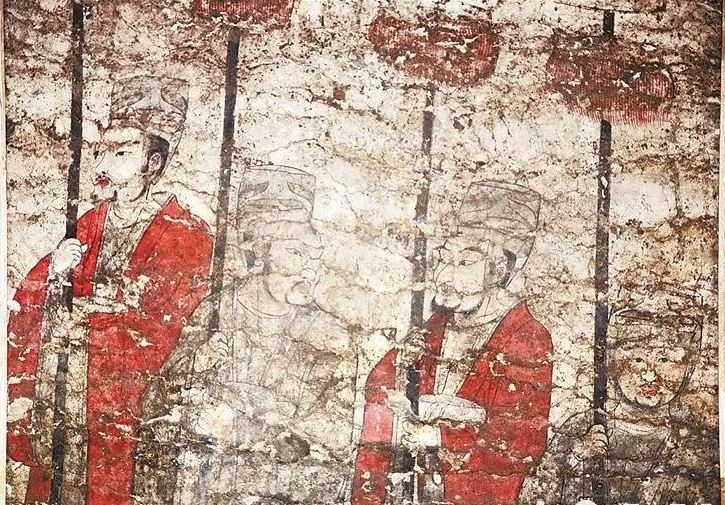
Miembros de la familia real de la dinastía Ch'i del Norte (550-577).
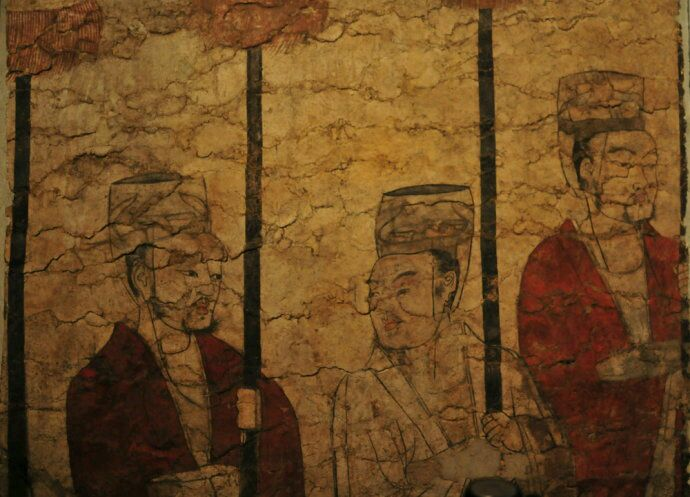
Miembros reales de la dinastía Ch'i del Norte (550-577).
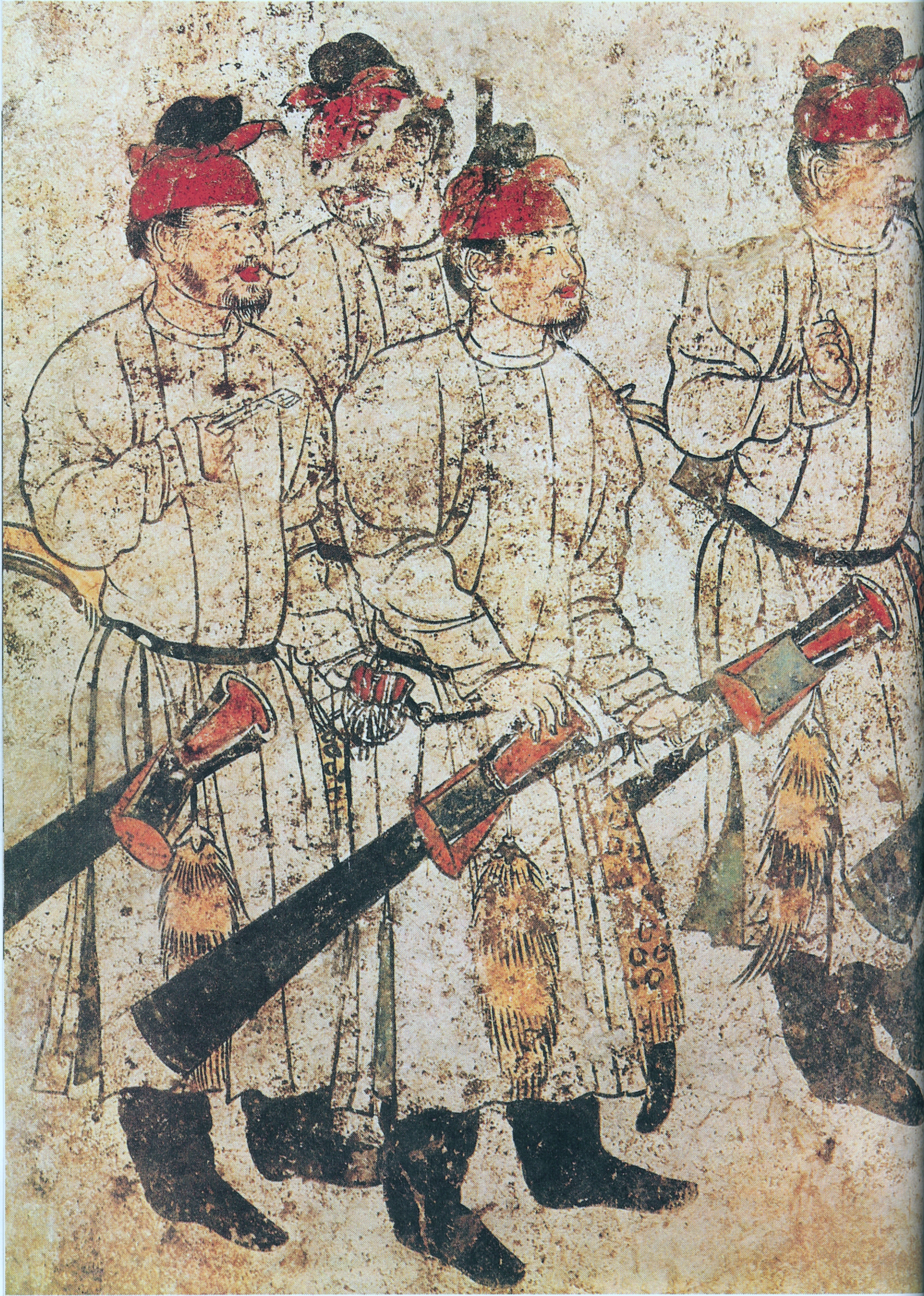
Figuras masculinas de la dinastía T'ang, fresco de la tumba del príncipe heredero Li Hsien (李賢, 654－684).
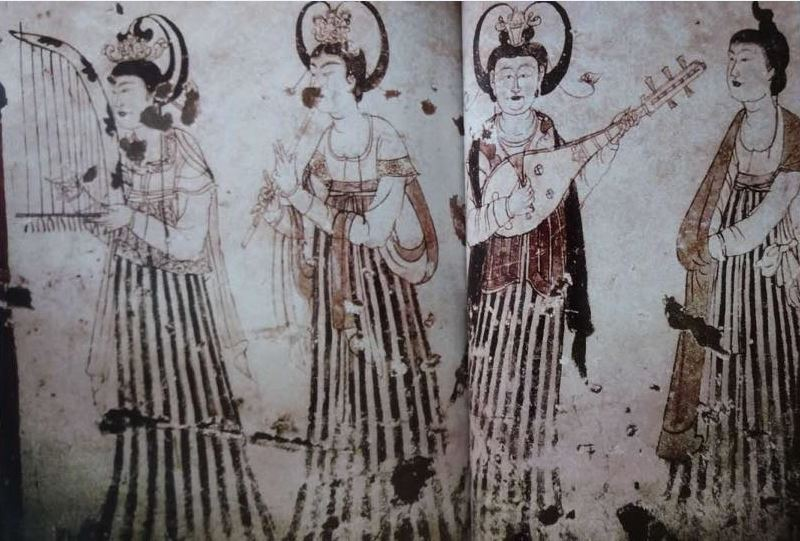
Un grupo de damas músicos de la dinastía T'ang (618-907).
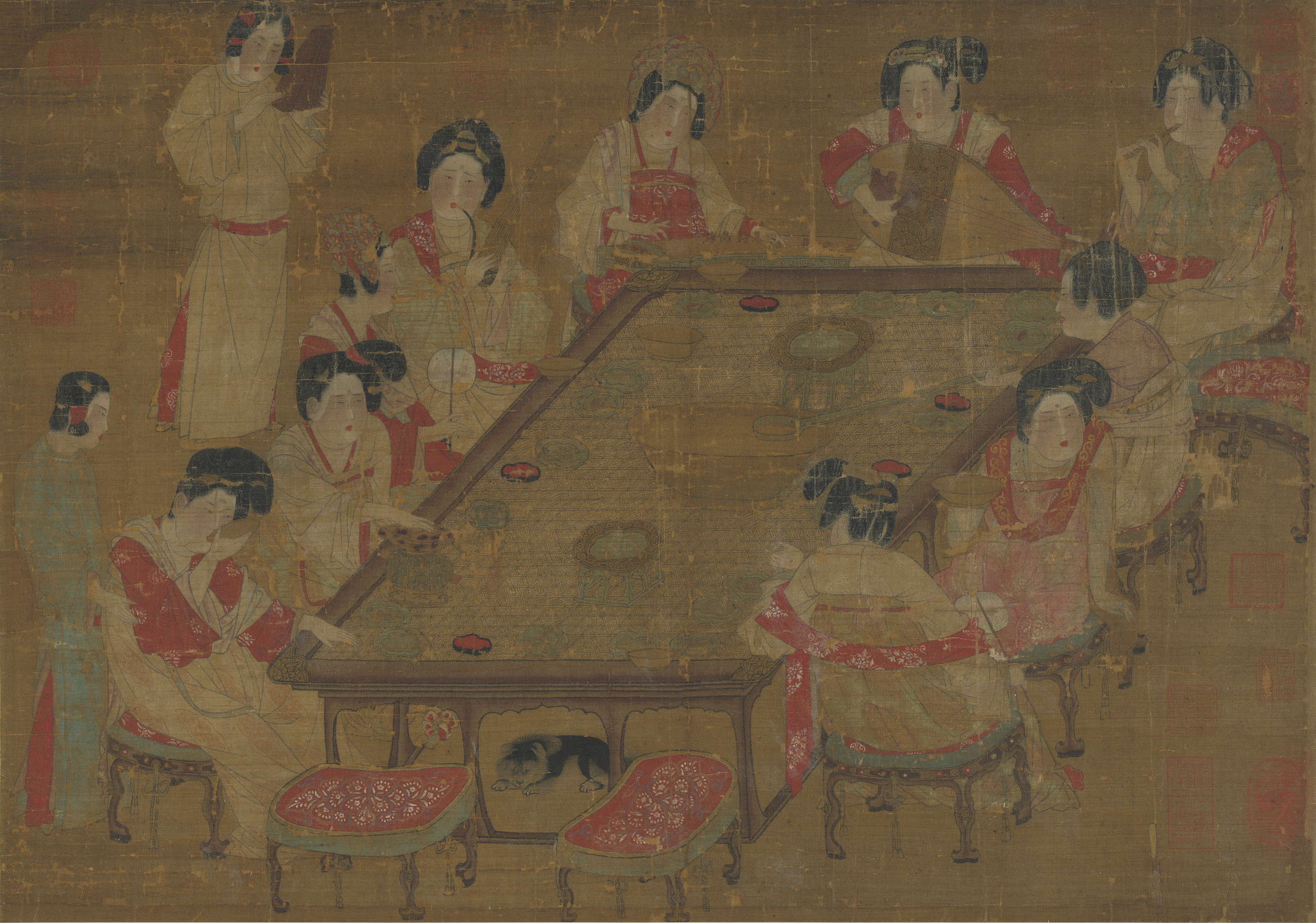
Concierto de palacio de la dinastía T'ang (618-907).
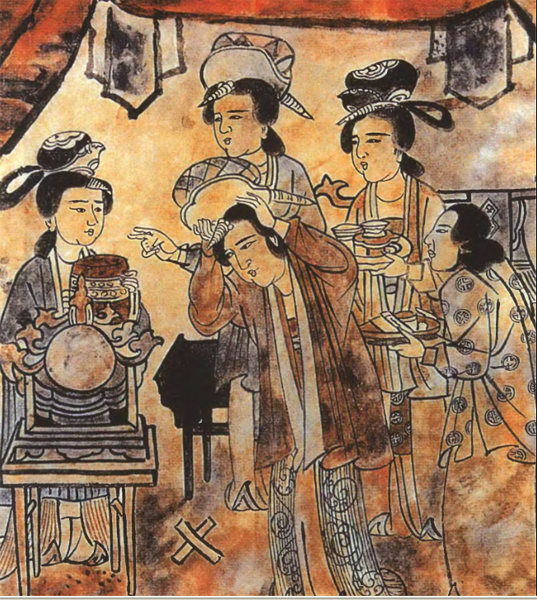
Damas maquillándose, dinastía Sung (960-1279).
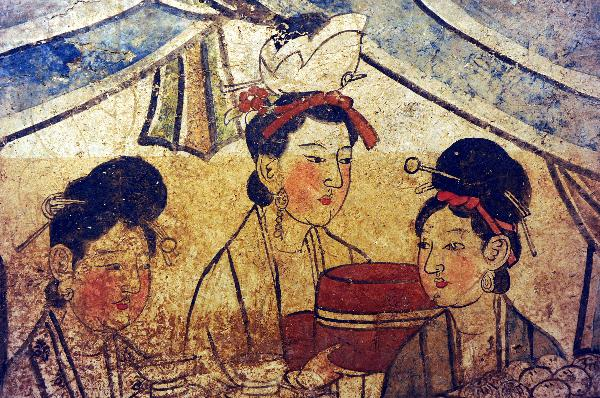
Mujeres de la dinastía Sung (960-1279), fresco descubierto en una tumba en Tengféng.
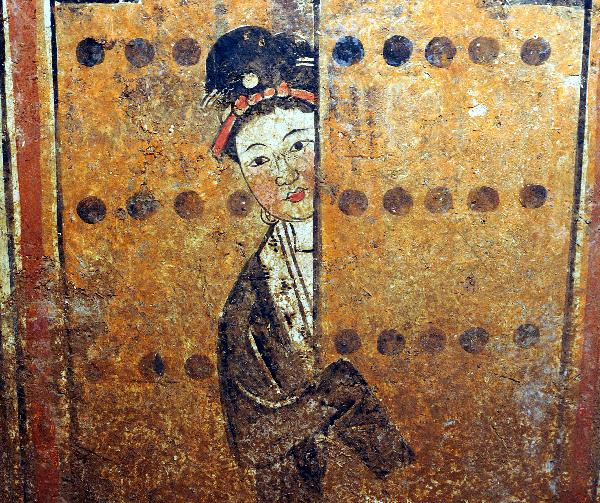
Un mural de la dinastía Sung que refleja una escena de la vida cotidiana de los ocupantes, fue encontrado en una tumba descubierta en la ciudad de Tengféng.
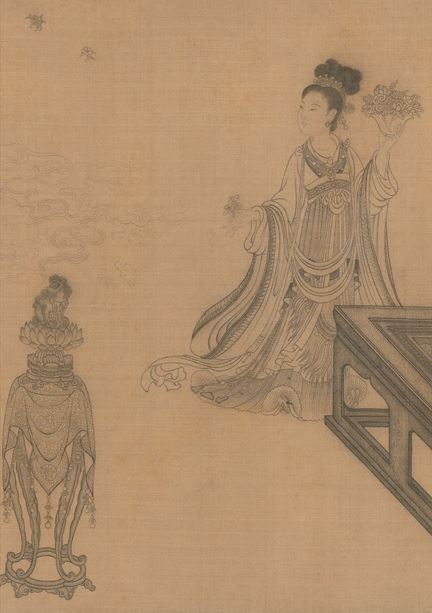
Figura femenina de la dinastía Yüen (1279-1368).
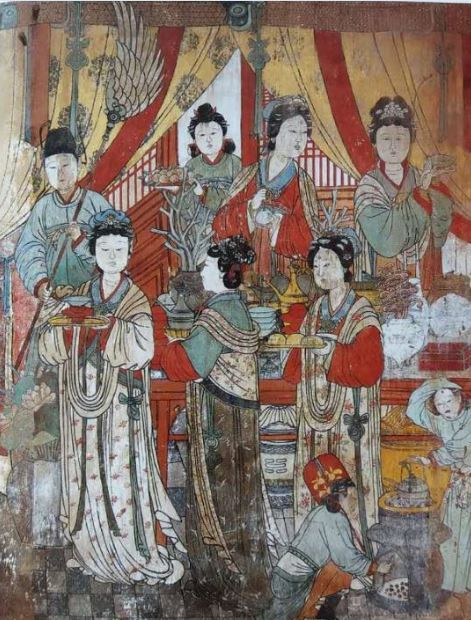
Las señoras de un fresco de la dinastía Yüen (1279-1368).
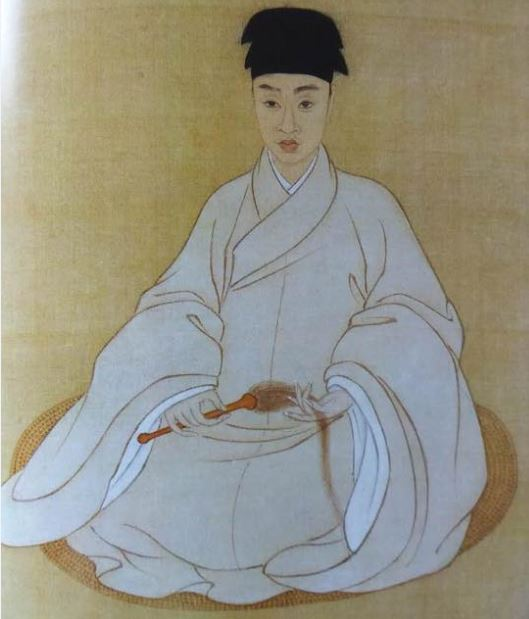
Wang Shih-min viste el hanfu del estilo de la dinastía Ming (1368-1644).
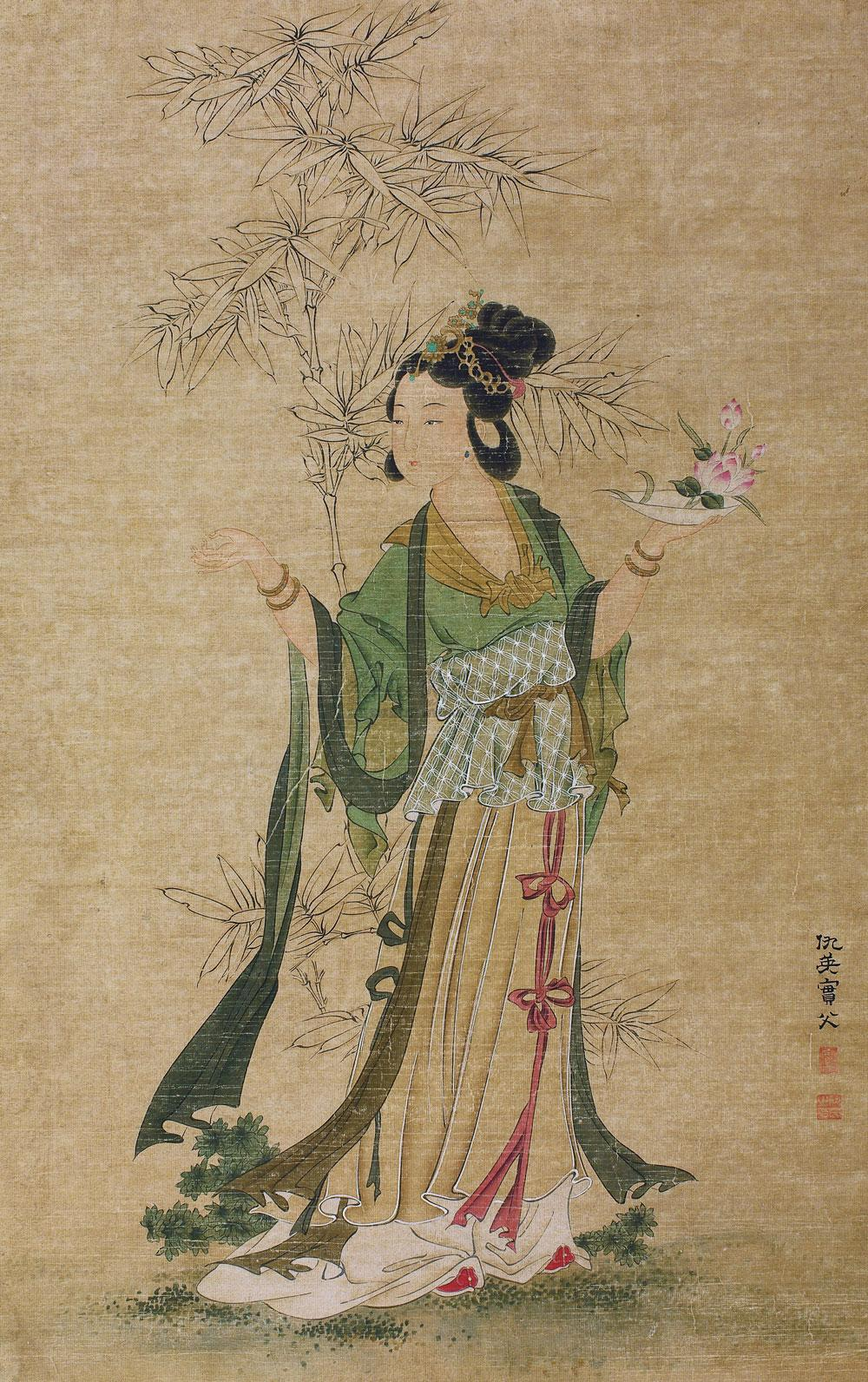
Retrato de una señora joven por Ch'iu Ying, dinastía Ming (1368-1644).
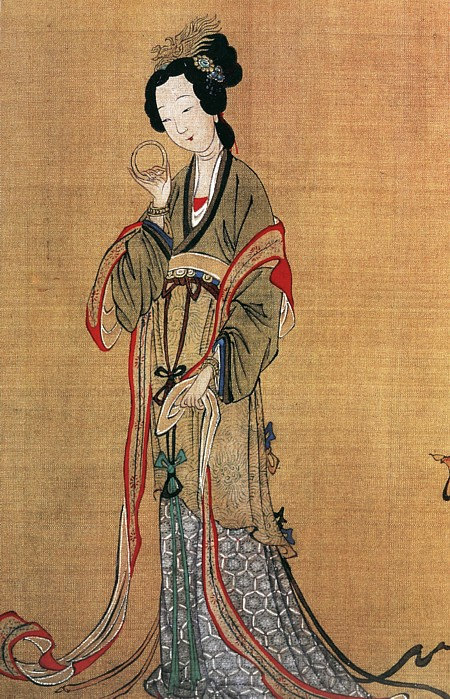
Una señora de la pintura Bellezas en la Historia, dinastía Ming (1368-1644).
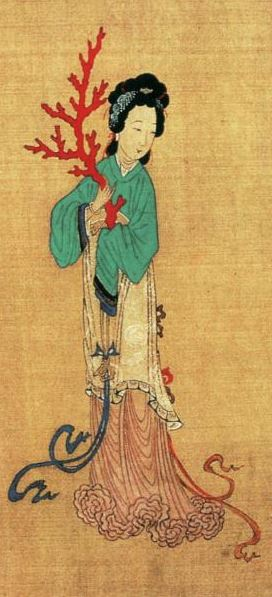
Una señora de la pintura Bellezas en la Historia, dinastía Ming (1368-1644).
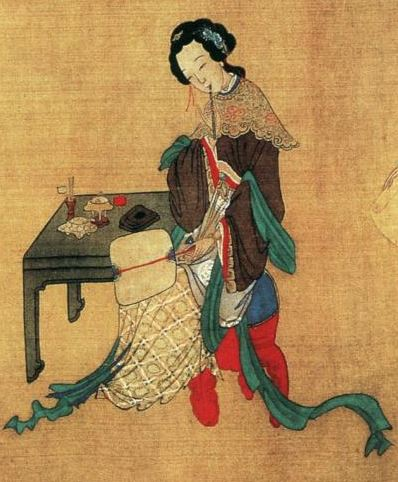
Una señora de la pintura Bellezas en la Historia, dinastía Ming (1368-1644)
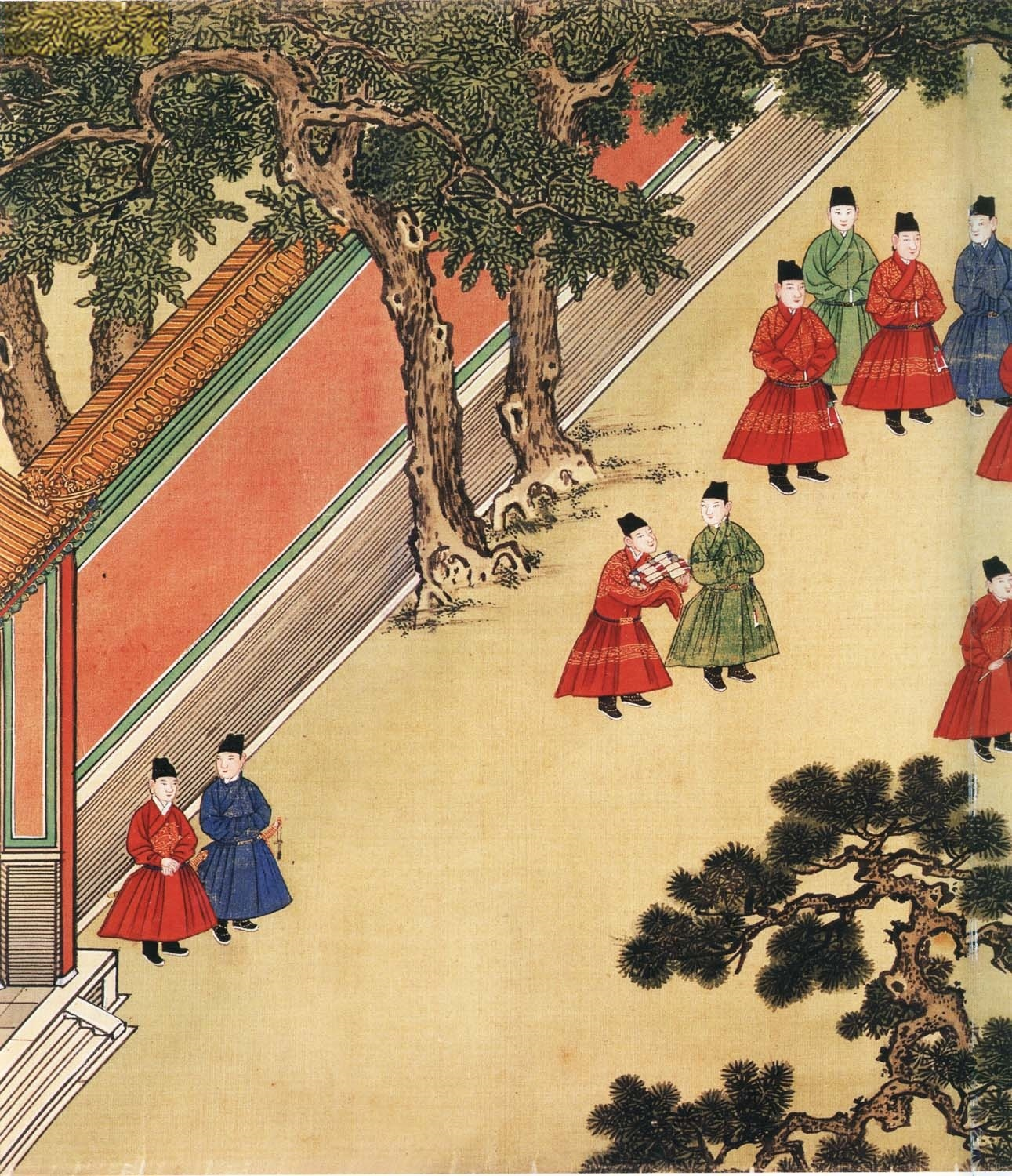
Hombres visten el I-san (曳撒) de la dinastía Ming (1368-1644).
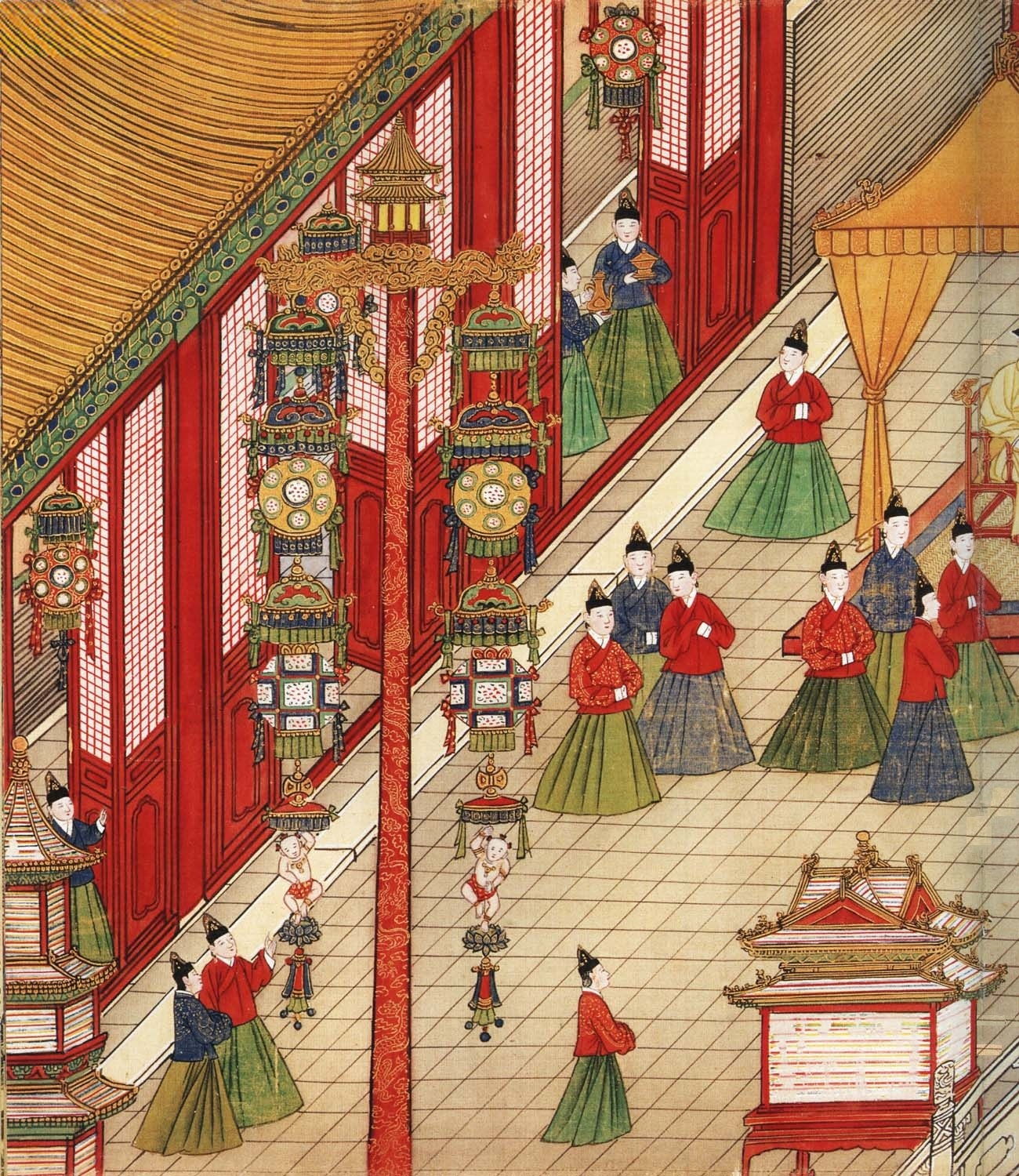
Mujeres visten el Ao-ch'ün (襖裙) de la dinastía Ming (1368-1644)
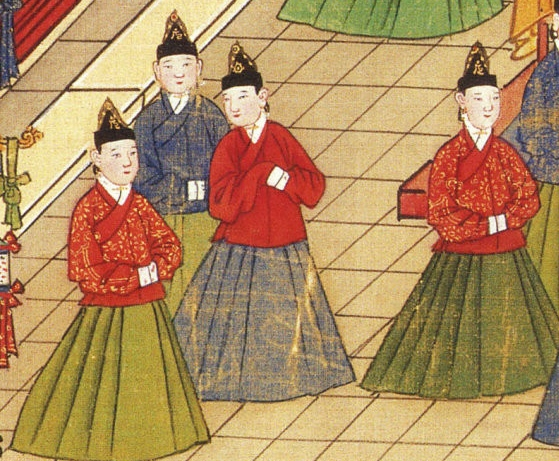
Detalle de la imagen anterior.

## Movimiento de revitalización moderna
Desde la década de 2000, el Hanfu ha experimentado un resurgimiento en China, especialmente entre los jóvenes. Algunos hitos incluyen:
     * El establecimiento del **Día Nacional del Hanfu** (中国华服日) en 2018, respaldado por organizaciones gubernamentales.
     * Los creadores de contenidos promocionan el Hanfu en la plataforma, y es muy popular.

## Influencia internacional

### En Asia
El Hanfu ha influido en los movimientos de revitalización de vestimentas tradicionales en países vecinos:
- En Corea del Sur, algunos diseñadores han incorporado elementos del Hanfu en el hanbok moderno, generando debates sobre identidad cultural.[3](en inglés)

- En Malasia, la comunidad china organiza desfiles anuales de Hanfu en Kuala Lumpur, con cobertura de medios locales como The Star.[4]

### En Europa
- En España, el Instituto Confucio de Madrid organizó una exposición de Hanfu en 2022, atrayendo a más de 3.000 visitantes.[5]

- En Francia, el diseñador Jean-Paul Gaultier incluyó inspiraciones del Hanfu en su colección otoño-invierno 2023, aunque críticos señalaron posibles apropiaciones culturales.[6]

### En la moda global
La influencia del Hanfu en la moda occidental ha sido ambivalente:
- Colaboraciones: La marca italiana Dolce & Gabbana lanzó una colección "China Revival"en 2024, usando bordados inspirados en el Hanfu.[7](en inglés)

- Controversias: En 2023, la diseñadora española María López fue acusada de plagiar diseños de Hanfu sin crédito, según reportó El Mundo.[8]

### Estudios académicos
- La Universidad de Salamanca publicó en 2022 un estudio comparativo entre el Hanfu y la indumentaria tradicional europea.[9]

- La revista Journal of Asian Fashion dedicó un número especial al impacto global del Hanfu en 2023.[10]